# Multiszisztémás atrófia
A multiszisztémás atrófia (MSA) egy ritka neurodegeneratív rendellenesség, amelyet remegés, lassú mozgás, izommerevség, testtartási instabilitás (együttesen parkinsonizmus), autonóm diszfunkció és ataxia jellemez. Ezt a neuronok progresszív degenerációja okozza az agy több részében, beleértve a bazális ganglionokat, az alsó oliváriummagot és a kisagyat. Az MSA-t először 1960-ban írta le Milton Shy és Glen Drager, majd Shy-Drager-szindrómaként ismerték.
Sok MSA-ban szenvedő embernél az autonóm idegrendszer diszfunkciója tapasztalható, ami általában ortosztatikus hipotenzióban, impotenciában, verejtékezésben, szájszárazságban, vizelet-visszatartásban és inkontinencia formájában nyilvánul meg. A hangszalagok bénulása a rendellenesség fontos és néha kezdeti klinikai megnyilvánulása.
Az érintett neuronokban található alfa-szinuklein fehérje prionja MSA-t okozhat. Az MSA esetek körülbelül 55%-a férfiaknál fordul elő, és az érintetteknél 50–60 éves korukban jelentkeznek először a tünetek. Az MSA gyakran ugyanazokkal a tünetekkel jár, mint a Parkinson-kór. Az MSA-ban szenvedők azonban általában csekély választ mutatnak a Parkinson-kór kezelésére használt dopamin agonistákra, és a tremorban szenvedő MSA-betegek csak körülbelül 9%-a mutat valódi parkinson tablettát gördülő tremort.
Az MSA különbözik a multiszisztémás proteinopátiától, amely egy gyakoribb izomsorvadási szindróma. Az MSA különbözik a többszörös szervi diszfunkció szindrómától, amelyet néha többszörös szervi elégtelenségnek is neveznek, és a többszörös szervrendszeri elégtelenségtől, amely a szeptikus sokk és más súlyos betegségek vagy sérülések gyakran végzetes szövődménye.